# 私的演奏協会
私的演奏協会（してきえんそうきょうかい、独: Verein für musikalische Privataufführungen）は、1918年秋にウィーンにおいて、アルノルト・シェーンベルクによって旗揚げされた音楽団体。純粋に同時代の音楽に興味をもつ人々のために、入念なリハーサルのもとに良質な演奏を行うことをうたった。1919年2月から、1921年12月にオーストリア共和国の超インフレのため活動停止を余儀なくされるまでの3年間、117回のコンサートを行い、154作品を上演した。
状況さえ許せば、週に1回の割合で演奏会が催され、各回のプログラムは完全に現代音楽から組み立てられた。曲目の幅は非常に広く、「シェーンベルクのサークル」だけに限られてはいなかった。最初の2年間は、シェーンベルクの作品を演奏するのは許されず、その代わりに、シェーンベルクのお気に入りであるドビュッシーとレーガーのほか、ラヴェルやストラヴィンスキー、バルトーク、ヴェーベルン、ベルクらの作品が取り上げられた。また、同時代のチェコの音楽も演奏された。
さまざまな外的事情を考慮して、交響曲や管弦楽曲は室内楽編成に編曲して演奏された。近年に音源が増えつつある、ブルックナーやマーラーの作品をシェーンベルクの門人たちが編曲したものは、この協会のために作られた。
演奏会に参加する演奏者は、若手の最も有能な音楽家から選び出され、シェーンベルク自身か、あるいはシェーンベルクに任命された「舞台監督（Vortragsmeister）」の指導のもとに、一つ一つの作品のリハーサルが熱心に行われた。作品を明晰で分かりやすく提示することが最優先の課題とされ、時に公開リハーサルに聴衆が立ち会うことも許された。複雑な作品でさえ、一度ならず演奏されることがあった。
私的演奏協会では、会員のみが演奏会への出席を認められた。物見高いウィーンの聴衆を締め出し、こうした聴衆が現代音楽に対して、あざけりの口笛を吹き鳴らすことのないようにしただけでなく、音楽評論家さえ締め出して、悪意のある評論家が出版物の中で攻撃することがないようにした。このため演奏会場の入り口には、「評論家は出入り無用（Kritikern ist der Eintritt verboten）」と書かれた掲示が出された。さらに演奏会場において、客観的な作品認識の妨げにならないように、聴衆はブーイングはもちろんのこと、拍手や歓呼さえも禁止された。
1921年5月27日の第3回演奏会では、協会を財政難から救うためにヨハン・シュトラウス2世の有名なワルツをピアノ・ハーモニウム・弦楽四重奏による室内楽に編曲して演奏した。シェーンベルクが『南国のバラ』、ベルクが『酒、女、歌』、ウェーベルンが『宝のワルツ』を編曲した。
協会のウィーンでの活動停止後、アレクサンダー・ツェムリンスキーによってプラハに後継団体が設立され、1922年4月から1924年5月まで活動した。シェーンベルクが名誉総裁を、ハインリヒ・ヤロヴェッツとヴィクトル・ウルマンが舞台監督を務め、最盛期には400名以上の会員を数えており、ウィーンの協会よりも会員数に恵まれた。それだけでなく、ウィーンと違って、参加者はアマチュア音楽家がほとんどであった。1974年に出版された研究書によると、その参加者は「地方公務員、文筆業、医師、法律家、大学教授と学校教師、ビジネスマン、俳優、画家、学生」であったという。